# Zincke硝化反应
Zincke硝化反应（Zincke nitration），又作Zinke硝化反应，由 Theodor Zincke 首先报道。
溴代酚类或甲酚类用亚硝酸或亚硝酸钠处理，溴被硝基取代，得到相应的芳香硝基化合物。
此反应是一种亲核芳香取代反应。

## 例子
1、
2、